# Flughafen Karamay

i7
i11
i13
Der Flughafen Karamay (chinesisch 克拉玛依古海机场, IATA-Code: KRY, ICAO-Code: ZWKM) ist der Flughafen der Stadt Karamay in der autonomen Region Xinjiang in der Volksrepublik China.
Der Flughafen befindet sich auf einer Höhe von 334 m über dem mittleren Meeresspiegel und hat eine Start- und Landebahn mit der Bezeichnung 13/31. Die asphaltierte Pistenlänge beträgt 2600 Meter mit einer Breite von 37,5 Meter. Der Flughafen wurde 2005 für China Express Airlines und Joy Air eröffnet.